# Казимир Стабровський
Казимир Антонович Стабровський (пол. Kazimierz Stabrowski; 21 листопада 1869, село Крупляни, Мінська губернія — 8 червня 1929, Гарволін, Мазовецьке воєводство) — польський живописець, педагог, перший директор Академії образотворчих мистецтв у Варшаві. 

## Біографія

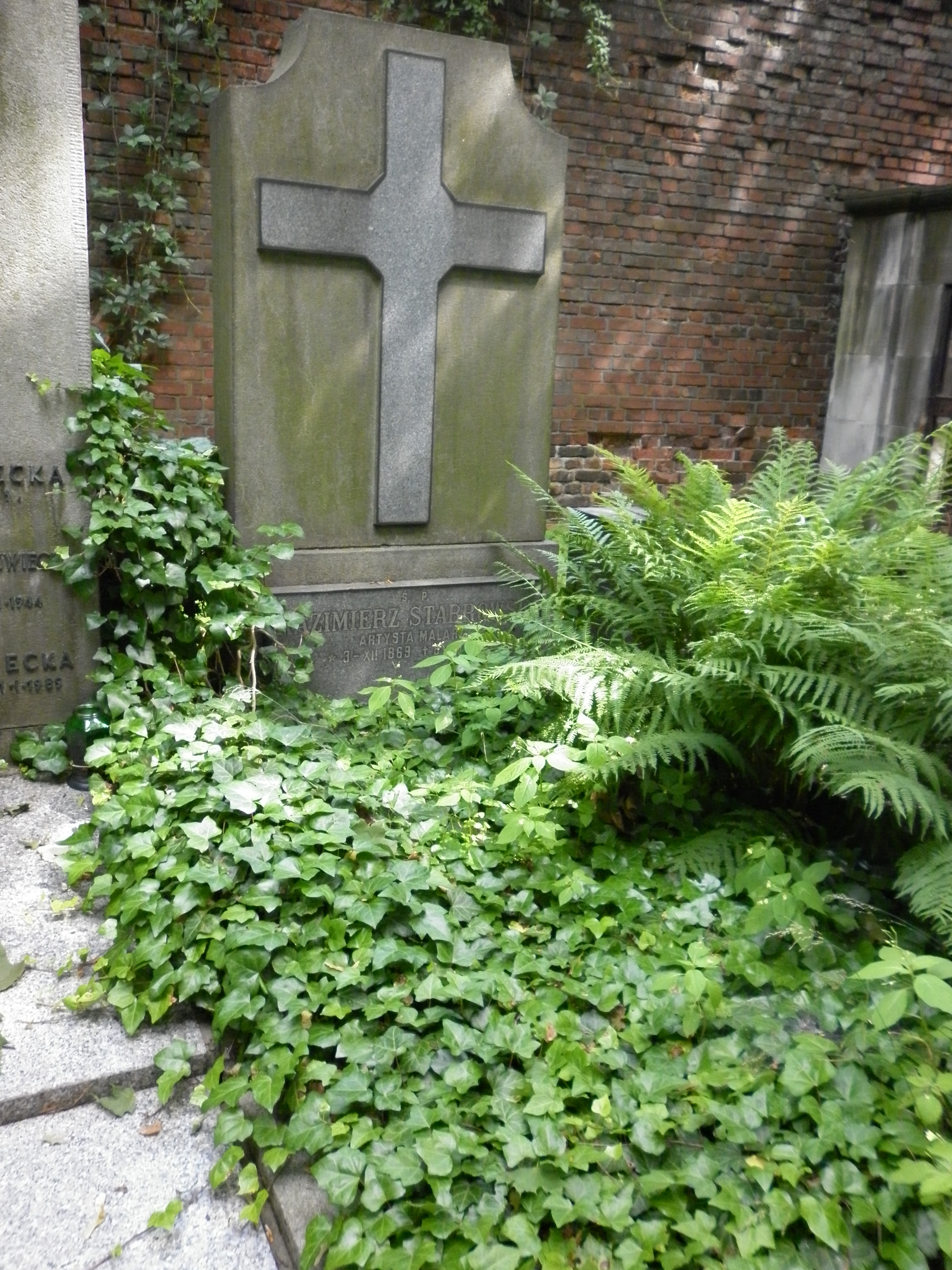
Могила Казимира Стабровського

Народився в сім'ї дрібнопомісного шляхтича, колишнього штабскапітана Антона Стабровського і Софії Пилецької. Двоюрідний брат археолога, засновника Слонімського краєзнавчого музею Йосипа Стабровського. Навчався в реальному училищі Білостока (1880—1887). У 1887—1897 рр. навчався в Вищому художньому училищі при Імператорській Академії мистецтв, — спочатку в Павла Чистякова, потім з 1895 року в Іллі Рєпіна (Ріпина). Підтримував дружбу з Фердинандом Рущицем, Казимиром Васильківським, Генріхом Вейсенгофом, Станіславом Сестренцевичем, з Товариством художників ім. А. І. Куїнджі. Отримав малу срібну медаль Академії за етюд «Чоловік, що тягне мотузку» (1890), в 1892 — малу і велику срібні медалі, в 1893-му — велику срібну медаль. 
У 1893 році здійснив подорож на Схід, в Бейрут і Палестину, відвідуючи на шляху Одесу, Константинополь, Грецію і Єгипет. Відповідно до практики академічних художників, збирав там матеріал, який використовував пізніше, зокрема, для відтворення топографічних і костюмних реалій. Підсумком поїздки стала картина «Магомет в пустелі» («Втеча з Мекки») (1894), після чого Стабровский отримав звання класного художника і золоту медаль Академії, був обраний членом комісії виставок. 
У 1902 році обвінчався з ученицею скульптурного відділення Академії мистецтв Юлією Янішевською (1869—1941). Казимиром Стабровським написав кілька портретів Юлії (в тому числі «Портрет нареченої Юлії Янішевської» (1896), часта колекція; два «Портрета дружини», (1907 і 1908), обидва у Національному музеї у Варшаві). 
Після 1894 року деякий час жив в родовій садибі, працюючи над пейзажними картинами. У 1897—1898 рр. навчався у Жан-Жозеф Бенжамен-Констана і Жан-Поль Лорана в Академії Жуліана в Парижі, де познайомився з новими художніми течіями — імпресіонізмом і фовізмом. Після повернення в Петербург (1898), брав активну участь в мистецькому житті, створив ряд картин, виставлявся в Парижі (1900), Мюнхені (1901), Венеції (1903). Опублікував статті про мистецтво: «Про старе і нове мистецтво» («Новий час», 1900), «Художній рух в Петербурзі» («Ruch artystyczny w Petersburgu», «Kraj», 1899), «Живопис сьогодні. Кілька вражень від весняної виставки в Академії мистецтв у Петербурзі» (« Dzisiejsze malarstwo. Kilka wrażeń z wiosennej wystawy w Akademii sztuk pięknych w Petersburgu»,«Kraj», 1900). У 1902 році став членом краківського Товариства польських художників «Мистецтво» («Sztuka»). 
У 1903 році переїхав з дружиною до Варшави, де з Конрадом Кржижановським відкрив приватну школу живопису. Займався відродженням Академії образотворчих мистецтв у Варшаві, що відкрилася в березні 1904 року. Стабровский став її першим директором. У 1909 році через конфлікт з опікунським комітетом і Педагогічним радою, яка дала негативну оцінку його викладацькій діяльності й захоплення окультизмом, посаду залишив. 
У 1909—1913 рр. подорожував Європою. Влітку жив в орендованому маєтку Длужнево Вітебської губернії. З 1914 року в Петрограді (1915), і Москві (1916) організував велику виставку своїх робіт. За рекомендацією І. Рєпіна, В. Беклемішева і В. Мате висувався в академіки живопису, але за результатами голосування не пройшов. Надалі брав участь в петроградських художніх виставках, створював костюми і декорації для московського Польського театру. У 1918 році повернувся до Варшави. У 1922 році став співзасновником групи «Sursum Corda». 
Похований на Повонзківському цвинтарі у Варшаві. 

## Творчість
На початку творчого шляху тяжів до пейзажного живопису («Сільська тиша», «Біла ніч в Петербурзі», «Біла ніч у Фінляндії» «Сутінки в Лазенковському парку в Варшаві»), меншою мірою — до камерних портретів. На початку 1990-х, захопившись окультизмом, писав картини символіко-містичного характеру (цикл «Хода грози» (1907—1910). 
Майже всі картини Стабровського, написані ним до 1914 року, зникли. В останні роки життя писав пейзажі, навіяні подорожами. У 1934 році вдова К. Стабровська передала 59 його робіт Національному музею у Варшаві. 

## Галерея

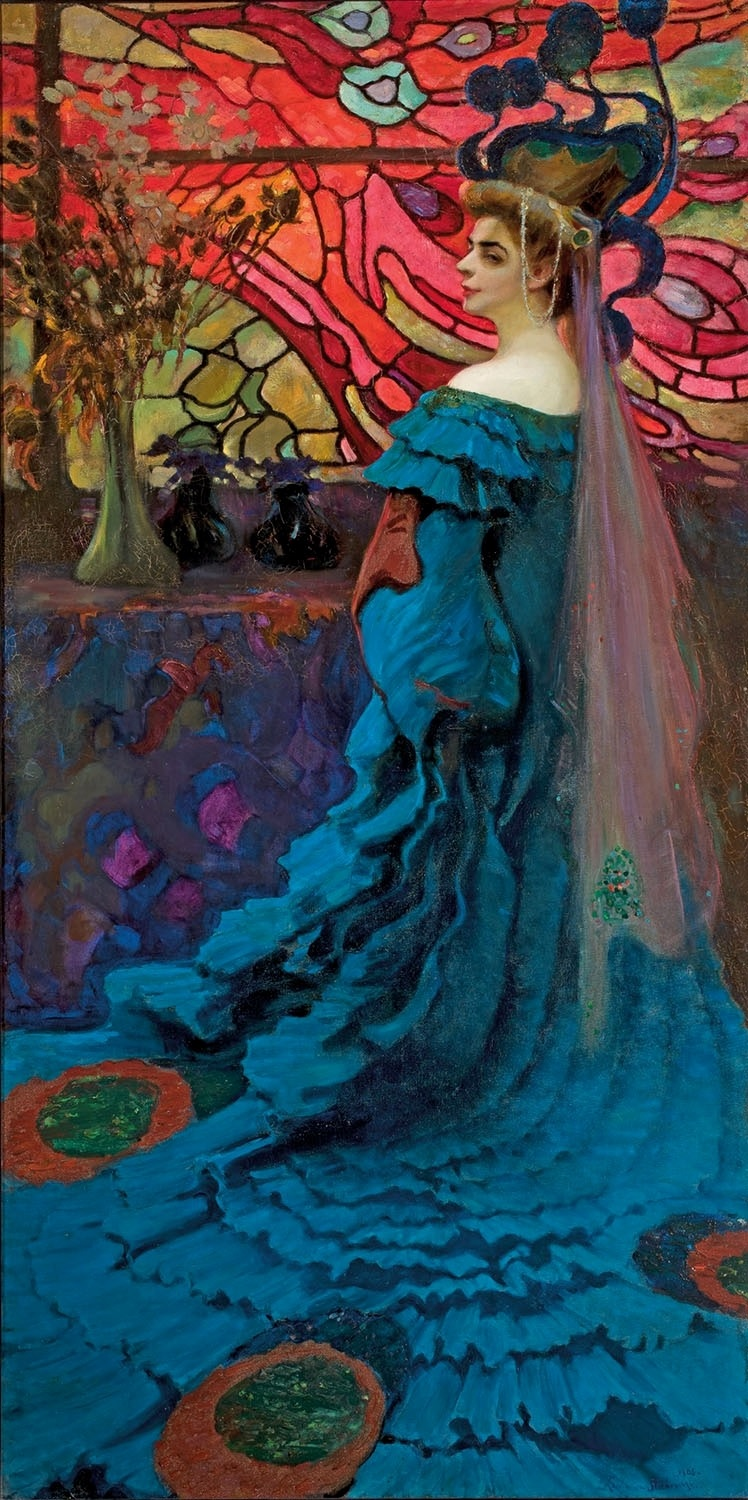
Вітражне вікно (1908)
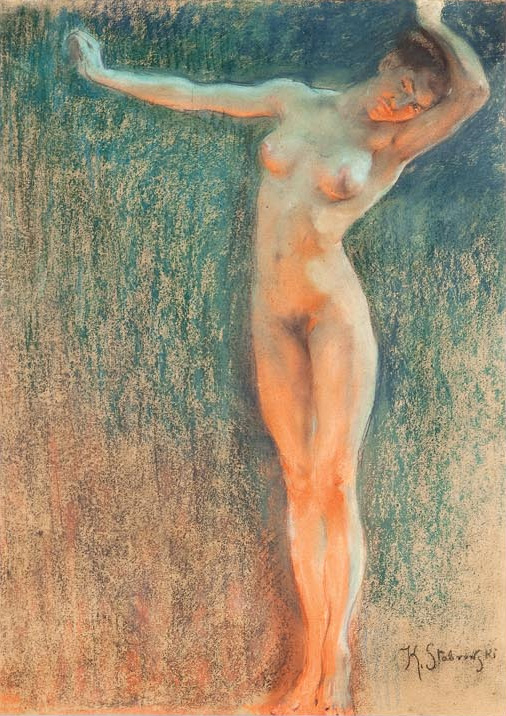
Ню світанок (1902)
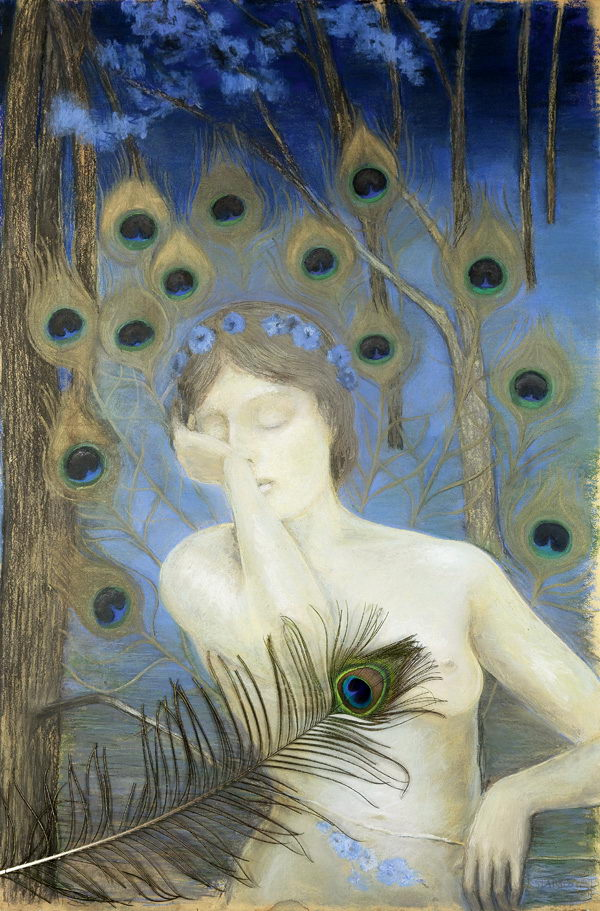
Ню з павиними пір'ям (1900)
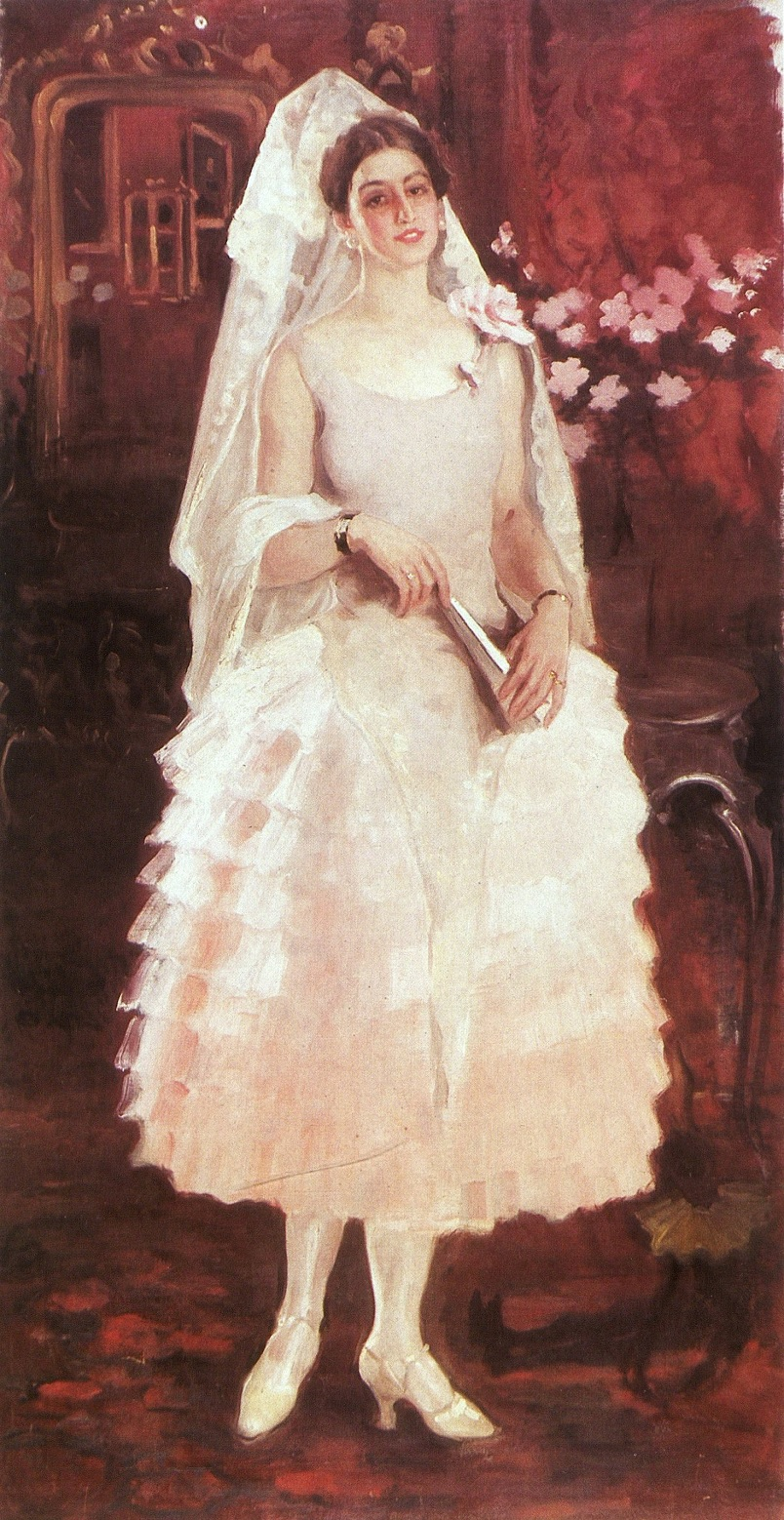
Іспанська жінка (1928)
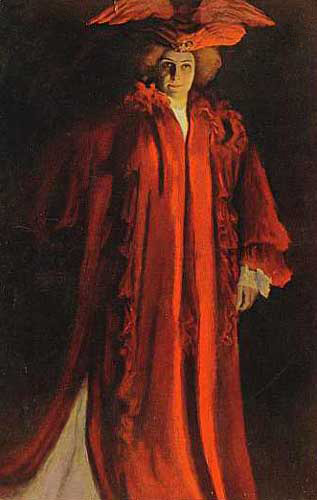
Портрет актриси Ванди Семашковської (1910)